# Brad Pennington
Brad Pennington, właśc. Bradley Pennington (ur. 4 maja 1978 w Saint Louis) – amerykański aktor telewizyjny.
W 1996 ukończył St. Louis University High School. Następnie za pieniądze ze stypendium futbolowe uczęszczał do NE Missouri State University. Studiował w John Kirby Studio w Los Angeles.
Na dużym ekranie zadebiutował w 2002 w dramacie Podróż wybawienia (Journey of Redemption). Później pojawił się gościnnie na szklanym ekranie w serialach: Lucky z 2003 jako rabuś, trzech odcinkach serialu telewizyjnego CBS Żar młodości (The Young and the Restless) z 2004 jako kelner, Dowody zbrodni (Cold Case) z 2005 w roli Teda, Chirurdzy (Grey's Anatomy) z 2005 jako radiolog.